# Darfur-konfliktens forløb
Darfur-konfliktens forløb af omfatter de begivenheder der er direkte relateret til de krigshandlinger der stadig finder sted i Darfur. Forløbet af Darfur-konflikten kan ikke etableres med fuldstændig nøjagtighed, pga. de dårlige kommunikationsforbindelser til regionen. Baggrunden for konflikten skal bl.a. findes i overbefolkning og den medfølgende konkurrence om adgangen til ressourcer mellem de forskellige befolkningsgrupper som lever i området. En af årsagerne til den voldelige udvikling af denne længerevarende konfliktsituation er den undertrykkelse, som landets ikke-arabiske befolkningsgrupper føler at de er udsat for af Sudans arabiske orienterede militærdiktatur. Sudans sydlige provinser har længe været præget af borgerkrig, samtidig truede grupper, der var støttet af Eritrea, de økonomisk vigtige olieledninger mod øst. I begyndelsen af 21. århundrede opstod der også oprørsgrupper i den vestlige Darfur region som indledte en væbnet opstand mod centralregeringen; pga. de øvrige konflikter i landet var kun få regeringssoldater udstationeret i Darfur.

## 2003
- 26. februar anses typisk som konfliktens begyndelsestidspunkt, da en gruppe, som kaldte sig selv Darfur Liberation Front (DLF), offentligt erklærede at de havde stået bag et angreb på et regeringshovedkvarter i Jebel Marrah-distriktet. Dette var dog langtfra det første sammenstød mellem oprørere og regeringsstyrker, flere politistationer, militærposter og konvojer var tidligere blevet angrebet siden februar 2002, og regeringen havde foretaget massive luft- og landangreb på oprørsstillinger i Jebel Marrah. Forfatterne Julie Flint og Alex de Waal mener at konflikten begyndte 21. juli 2001, da repræsentanter fra furfolket og zaghawa indgik i en alliance vendt mod centralregeringen og dens allierede.[1]

- 25. marts indtog oprørere garnisonsbyen Tine nær grænsen til Tchad og erobrede derved en stor mængde våben og udrustning. Sudans præsident, Omar al-Bashir, reagerede med en trussel om at ’’slippe hæren løs’’, selvom størstedelen af den på det tidspunkt var udstationeret i landets sydlige og østlige dele pga. kampe der. Sudans luftvåben foretog i stedet en række ødelæggende angreb på oprørernes lejre i bjergene.[2]

- 25. april, tidligt om morgenen kl. halv seks, blev luftbasen i al-Fashir angrebet i en fælles Sudan Liberation Army (SLA) (JEM) operation. Oprørerne ankom i 33 Toyota Land Cruisers. i løbet af fire timer blev der ifølge oprørskilder ødelagt syv Antonov-bombefly og kamphelikoptere (ifølge regering fire), mens 75 personer blev dræbt og 32 blev taget til fange.

- Maj: SLA tropper udslettede en hel bataljon ved Kutum, og ca. 500 blev dræbt og 300 taget til fange. SLA angreb nu positioner længere mod øst og truede nu Kordofan.

- April – juni: Overfaldet på bl.a. al-Fashir førte til et både psykologisk og militært vendepunkt, oprørerne var i offensiven og vandt flere sejre. Regeringen indså at den strategisk befandt sig i en vanskelig position; hæren var engageret i andre regioner og ikke trænet i den form for krigsførelse som var nødvendig i Darfur, og samtidig tvivlede man på loyaliteten hos den forholdsvis store gruppe af officerer og soldater, som selv stammede fra Darfur. Ansvaret for denne krig blev derfor overladt til den militære efterretningstjeneste.

- Maj – juni: Regeringen skiftede nu taktik, og baserede nu sin krigsførelse på tre elementer: Efterretningstjenesten, luftvåbnet og Janjaweed, lokale og bevæbnede hyrder fra Baggarabefolkningen. Regeringen forsynede i hemmelighed janjaweed med våben, og denne paramilitære styrke blev nu kernen i den nye strategi til bekæmpelse af opstanden.

## 2004
- Foråret: De bedre udrustede janjaweed har fået overtaget i Darfur, og har sendt oprørsstyrkerne på flugt.

April

- 8. april: En våbenhvileaftale indgås mellem Sudans regering og oprørsbevægelserne JEM og SLM/A i N'Djamena, hvor Tchad optrådte som mægler.[3] Andre oprørsgrupper, som ikke deltog og janjaweed fortsatte deres angreb. Den Afrikanske Union (AU) nedsætter en våbenhvile kommission der skal overvåge aftalen.

- 25. april: FN rapporterer at Darfur og nabolandet Tchad trues af en stor humanitær krise opstår, da janjaweed vha. massakrer og plyndringer af den ikke-arabisktalende civilbefolkning sender mere end en million mennesker på flugt. FN-kilder fortæller at arabisk dominerede bosættelser skånes.[4]

- April: Krisen antog internationale dimensioner, da janjaweed styrker forfulgte flygtninge, der søgte ind i Tchad; kampe mellem janjaweed og soldater fra Tchad kostede 80 mennesker livet.

Maj

- Maj: Den Internationale krisegruppe i Bruxelles anslog at 350.000 mennesker risikerede at dø af sult og sygdom i Darfur, som følge af konflikten.[5]

- 24. maj: FN's generalsekretær Kofi Annan advarede om at en humanitær katastrofe var nært forstående og at risikoen for folkedrab var skræmmende reel i Darfur.

Juli

- I juli besøgte både USAs udenrigsminister, Colin Powell, og Kofi Annan Darfur, de opfordrede begge indtrængende den sudanske regering om, at stoppe støtten til janjaweed. Annan beskrev rejserne som konstruktive.[kilde mangler]

- 5. juli: Den Afrikanske Union (AU) og EU sendte observatører der skulle overvåge våbenhvileaftalen fra 8. april.[6] Janjaweed fortsatte imidlertid sine angreb.[7][8]

- 23. juli vedtog den amerikanske senat en resolution der erklærede at den væbnede konflikt i Darfur havde taget karaktér af folkedrab, og som opfordrede George W. Bush til at lede en international indsats, der skulle afslutte konflikten.

- 30. juli gav FN Sudan en frist på 30 dage til at afvæbne janjaweedmilitserne, og sørge for at de som blev anklaget for forbrydelser mod menneskeheden blev bragt for en domstol. Hvis denne frist ikke blev overholdt vil FN's sikkerhedsråd overveje at indføre sanktioner mod Sudan.[9] Janjaweed og andre militser blev pålagt en våbenembargo.[10] Den Arabiske Liga bad om en forlængelse af fristen, og advarede om at Sudan risikerede at udvikle sig til et ”nyt Irak”, hvis man gjorde alvor af truslen om international intervention.[kilde mangler]

August

- 23. august sendte AU de første 150 soldater til Darfur, som skulle overvåge om våbenhvileaftalen blev overholdt, imidlertid inkluderede deres mandat ikke beskyttelse af civilbefolkningen mod overgreb.[11] Rwandas præsident Paul Kagame erklærede at ”hvis det blev fastslået at de civile er i fare da vil vore styrker helt klart gribe ind og bruge magt for at beskytte civilisterne”. Det blev dog vurderet at en sådan indsats ville kræve mere end 150 soldater, men senere på måneden fik de følgeskab af 150 nigerianske tropper.[12][13]

- 23. august blev de fredsforhandlinger, der tidlige (17. juli) var brudt sammen i Addis Ababa genoptaget i Abuja. Samtalerne blev genåbnet i et bittert klima med anklager fra SLA mod regeringen om brudte løfter,[14] som den ellers havde givet ved indgåelsen af våbenhvileaftalen i april.

- 29. august udløb FNs 30dagesfrist til Sudan, og det blev efterfulgt af generalsekretærens rapport om konfliktens status. I følge ham havde truslen om boykot ”ført til enkelte forbedringer…men er af stort set af begrænset omfang”. I særdeleshed bemærkede han at Janjaweed-militsen fortsat var bevæbnet og klar til at angribe civile (i strid med resolution 1556), og afvæbningen af militsen havde begrænset til en ”planlagt” reduktion på 30% av en enkelt af militserne (Popular Defense Forces). Han bemærkede også at den sudanske regerings forpligtelser vedrørende egne væbnede styrker kun delvis var blevet implementeret, og at flygtninge havde rapporterer om flere angreb som involverer regeringsstyrker.[15] Han konkluderede at Sudan stadig manglede,"at standse angrebene på civile og at sikring af deres beskyttelse var den sudanske regerings ansvar". Regeringen "havde ikke fuldt ud imødekommet denne forpligtelsen til trods for de erklæringer den selv havde givet i henhold til resolution 1556 (2004)". generalsekretæren rådede til en "en betydelig forøgelse af den internationale tilstedeværelse i Darfur". Han truede imidlertid ikke om sanktioner, hvilket FN ellers havde udtrykt, at man ville overveje, sine i forbindelse med vedtagelsen af resolution 1556.

September

- 9. september 2004 erklærede USA’s daværende udenrigsminister Colin Powell i det amerikanske senat at det var et folkedrab som fandt sted i Darfur, og han gav den sudanesiske regering og Janjaweed skylden for det. Dette standpunkt blev kraftigt afvist af Sudans udenrigsminister Najib Abdul Wahab. Derimod har de Forenede Nationer har i lighed med den Afrikanske Union og den Europæiske Union ikke erklæret Darfur-konflikten for at være et folkedrab. I tilfælde af folkedrab tillader folkeretten indgriben fra et andet land.

- 9. september fremlagde USA et udkast til en FN-resolution som truede Sudan med sanktioner mod landets olieindustri. Det blev vedtaget i modificeret form den som resolution 1564 (se nedenfor.)

- 13. september publicerede WHO en studie af dødeligheden i Darfur, det var den første pålidelige indikator om antallet af dødsfald i Darfur som følge af konflikten. Den rapporterede at 6.000 til 10.000 mennesker døde hver måned. Mange pga. diarré, men for aldersgruppen 15 til 49 var den betydeligste dødsårsag af voldelig karaktér. Mortalitetsraterne var betydeligt højere end den såkaldte krisetærskel og var 3 til 6 ganger højere end hvad der normalt for regionen.[10]

- 18. september 2004 vedtog FN's sikkerhedsråd resolution 1564, som skulle presse den sudanske regering til at handle hurtigt for at forbedre situationen ved at true med muligheden for oliesanktioner, hvis resolution 1556 ikke efterleves eller hvis regeringen skulle nægte at acceptere en udvidelse af den fredsbevarende AU-styrke.[16] Resolutionen gav også mandat til etableringen at en international undersøgelseskommission for brud på menneskerettighederne og for at afgøre hvorvidt folkedrab fandt sted.[10] I kølvandet på denne resolution skulle den fredsbevarende styrke udvides til 4.500 tropper.[17]

- 30. september, under den første af tre debatter i den amerikanske præsidentvalgkamp spurgte ordstyreren Jim Lehrer hvorfor ingen af kandidaterne havde drøftet udstationeringen af troppestyrker i Darfur. Senator John Kerry svarede at ’’en af årsagerne til at vi ikke kan gøre dette, er at vi har for mange opgaver allerede’’, men han var enig i at han ville have brugt amerikanske styrker ’’i nogen grad, integreret med den Afrikanske Union.’’ Præsident Bush henviste til hjælp som allerede var vedtaget for regionen og var enig i at handling burde ske via den afrikanske union. Begge kandidater var enige i at det som skete i Darfur var folkedrab.[18]

Oktober

- 15. oktober anslog WHO’s repræsentant David Nabarro 70.000 mennesker siden marts 2004 var døde af enten sygdom eller fejlernæring i Darfur.

- 17. oktober blev tanken om international intervention afvist på et møde mellem lederne af Libyen, Sudan, Egypten, Nigeria og Tchad. De erklærede at de anså konflikten for at være et rent afrikansk anliggende. Magued Abdel Fattah, talsmand for den egyptiske præsident, sagde at det internationale samfund burde ’’forsyne Sudan med assistance som gjorde det mulig for landet at opfylde sine forpligtelser i henhold til FN-resolutionerne (om Darfur) i stedet for at lægge pres på landet og udstede trusler.’’

- 20 oktober: På et måde i AU’s Freds- sikkerhedsråd blev afgjort at en fredsbevarende styrke på 3.000 mand fra Rwanda og Nigeria skulle være på plads i Darfur inden 30. oktober. Pengemangel og logistiske problemer truede ellers etableringen af fredsstyrken. FN lovede $100 millioner i støtte til styrken, hvilket svarede til omtrent halvdelen af de $221 millioner det ville koste at have dem udstationeret i et år. EU ville donere det resterende beløb, med penge fra det Afrikanske fredstiltag (African Peace Facility).[19]

- 21. oktober blev fredssamtalerne mellem Sudan og oprørere i Darfur som planlagt genoptaget i Abuja, Nigeria. Oprørerne mødte imidlertid op stærkt forsinket og samtalerne begyndte derfor ikke før 25. oktober. Yderligere to oprørsgrupper vil nu gerne være med i forhandlingerne.

November

- 2. november rapporterede FN at sudanske tropper havde hærget flygtningelejrene Abu Sharif og Otash nær Nyala i Darfur, havde forflyttet mange af beboerne og nægtet hjælpeorganisationer adgang til de tilbageværende beboere i lejrene.[20] I mellemtiden fortsatte forhandlingerne i Abuja, hvor man forsøgte at nå til enighed om en flyforbudszone over Darfur i forbindelse med en ny aftale om våbenhvile og afvæbning af militserne.[21]

- 9. november undertegnede den sudanske regering og de to største oprørsgrupper, (JEM) og (SLM) to aftaler med det formål at opnå en løsning af Darfur-konflikten på kort sigt. Den første var en aftale om etableringen af en flyforbudszone over de oprørskontrollerede områder af Darfur – et tiltag der blev udformet for at gøre en ende på det sudanske militærs bombninger af landsbyer i regionen. Den anden var en aftale der skulle give internationale hjælpeorganisationer ubegrænset adgang til Darfur-regionen. Forhandlingsgennembruddet kan have været et resultat af en planlagt møde, kort efter i FN’s sikkerhedsråd, som mange forventede ville have betydet, at der blev indført oliesanktioner mod den Sudan.[22][23][24] Trods denne aftale fortsatte kampene i Darfur.

- 10. november, én dag efter aftalen i Abuja, gennemførte det sudanske militær angreb på flygtningelejre i Darfur, endda med FN- og AU-observatører som vidner.[25][26]

- 22. november angreb oprørere de regeringskontrollerede politistationer i byen Tawila i Nord-Darfur under påskud om at Janjaweed-medlemmer havde nægtet at betale for kvæg på byens marked.

- 23. november gengældte Sudans militær angrebet dagen før ved at bombe byen.[27]

## 2005
Januar

- 25. januar: Den Internationale Undersøgelseskommission for Darfur overleverer sin rapport til generalsekretæren.[28] Kommissionen fandt at den sudanske regering og Janjaweed var ansvarlige for alvorlige brud på de internationale menneskerettigheder og var skyldige i krigsforbrydelser i følge folkeretten. Den sudanske regering havde godt nok ikke drevet nogen folkedrabskampagne i Darfur, men kommissionen kunne alligevel identificere 51 individer som ansvarlige for bruddene på menneskerettighederne, og den anbefalede en retssag ved Den Internationale Straffedomstol.

Marts

- 7. marts talte FN’s generalsekretær Kofi Annan til FN's sikkerhedsråd og anmodede om at den fredsbevarende styrke i Sudan blev forøget, for at give støtte til de 2000 soldaterne fra AU som allerede var udstationeret.[29] En resolution der skulle mandat til yderligere 10 000 fredsbevarende soldater var blevet forsinket pga. sikkerhedsrådets manglende evne til at blive enige om, hvilke mekanismer som skulle bruges for at bringe krigsforbrydere for retten og om anvendelsen og udstrækningen af eventuelle sanktioner.[30] Flere af rådets medlemmer ønskede at krigsforbrydere blev stillet for den Internationale straffedomstol, et forslag som USA imidlertid nægtet at give sin tilslutning til. Et modforslag om et afrikansk-drevet tribunal blev fremlagt, hvor retssagerne i stedet skulle føres i Tanzania og Nigeria. Den foreliggende resolution blev også mødt med kritik, da det var uklart om fredsstyrken også skulle udstationeres i Darfur eller udelukkende overvåge freden i det sydlige Sudan.[30]

- 14. marts: FN estimerede at mindst 180.000 mennesker var døde af fejlernæring og sygdom som resultat af konflikten i de 18 måneder, den foreløbigt havde varet.[31]

- 24. marts blev en fredsbevarende styrke godkendt, som skulle overvåge freden i det sydlige Sudan (se: 2. sudanske borgerkrig). Sikkerhedsrådet stod imidlertid stadig i stampe med hensyn til Darfur.[32]

- 29. marts blev resolution 1591 vedtaget,[33] den var en styrkelse af våbenboykotten og gav mandat til indefrysning af værdier og udrejseforbud til personer mistænkt for krigsforbrydelser. Der var enighed om at de som var anklaget for krigsforbrydelser vil blive ført for retten ved den internationale straffedomstol.[34]

April

- 5. april blev det rapporteret at FN havde overgivet navnene på 50 personer, som var mistænkt for krigsforbrydelser, til den Internationale domstol. Listen kunne have indeholdt højtstående ansatte fra Sudans centraladministration. Den sudanske regering erklærede at den ikke ville udlevere mistænkte; Sudans præsident Omar al-Bashir udtalte at, ’’han aldrig ville overgive nogen sudansk statsborger til en fremmed domstol’’.

- 29. april kom det fra at den amerikanske regering havde indgået et efteretningssamarbejde med Sudans regering, på trods at landet befandt sig på USA’s egen liste over nationer, som støtter international terrorisme, og den erklæring om folkedrab i Darfur, som Colin Powell tidligere havde fremlagt. Samtidig blev det påstået at den amerikanske regering i påfaldende grad var begyndt at nedtone sin beskrivelse af situationen i Sudan nåede offentligheden; fx var man holdt op med at kalde Darfur-konflikten et folkedrab og begyndt at hævde at FN’s estimater over antallet af døde kunne være for høje. Dette omslag kunne skyldes det øgede samarbejde med USA fra sudanske myndighedspersoner i krigen mod terror. En af påstandene var at generalmajor Salah Abdallah Gosh, som skulle have medvirket i træningen af Janjaweed, var blevet fløjet til Washington til samtaler på topniveau med sine amerikanske kolleger.[35]

Maj

- Den libyske leder Muammar al-Gaddafi inviterede statslederne fra Sudan, Nigeria, Egypten, Tchad og Eritrea til et topmøde i Tripoli om konflikten i Darfur.

- De to vigtigste oprørsgrupper i Darfur, SLM og JEM annoncerede at de ønskede at genoptage fredsforhandlingerne. Det kritiske punkt i forhandlingerne var sandsynligvis spørgsmålet om, hvorvidt anmodningen om overlevering af mistænkte for krigsforbrydelser til organisationer så som den Internationale domstol i Haag skulle efterleves eller afvises.

- Lægen Paul Foreman fra Læger uden Grænser (MSF) blev arresteret af de sudanske myndigheder, da han ikke ville udlevere det materiale en rapport, som MSF havde udgivet, var bygget på. Rapporten gav detaljerede oplysninger om hundredvis af voldtægter i Darfur.[36]

Juli

- Sikkerhedssituationen i regionen bedres i følge øverstkommanderende for AU’s fredsbevarende styrke.[37] Det havde ikke været nogen større sammenstød siden januar, og antallet af angreb på landsbyer var faldet. Styrken var på det tidspunkt omkring 3000 soldater, men det blev forventet at flere ville ankomme i de næste måneder, så at tallet ville 7000 i september.

- 10. juli blev den tidligere oprørsleder John Garang indsat som Sudans vicepræsident.[38] Som resultat af fredsforhandlinger i forbindelse med afslutningen på 2. sudanske borgerkrig blev en ny forfatning indført, den skulle sikre at alle partier ville få en mere retfærdig repræsentation i landets regering. Den amerikanske viceudenrigsminister Robert Zoellick roste de politiske forandringer i Sudan, og den bedrede sikkerhedssituation de havde medført. Kofi Annan og Sydafrikas præsident Thabo Mbeki overværede ceremonien.

- 13. juli sendte Nigeria en bataljon på 680 mand som forstærkning i tråd med en beslutning fortaget af AU’s freds- og sikkerhedsråd. Kort tid efter ville yderligere to sendt. Rwanda ville ligeledes sende endnu en bataljon, og desuden ville Senegal, Gambia, Kenya og Sydafrika sende flere tropper. Canada ville bidrage med 105 pansrede køretøjer, trænings- og vedligeholdsbistand samt personlig sikkerhedsudstyr til de udstationerede AMIS-tropper.[39]

August

- 1. august døde Sudans nyvalgte vicepræsident John Garang i et helikopterstyrt. Han var en tidligere leder af (SPLA) og blev af mange anset på som et essentielt element i fredeliggørelsen af Sudan.[40] Dette udløste fornyede bekymringer i hele det internationale samfund om Sudans evne til at samles mod truslen om folkedrab.

September

- 15. september begyndte en ny serie samtaler arrangeret af den Afrikanske Union i Abuja, Nigeria. Repræsentanter for den sudanske regering og de to vigtigste oprørsgrupper deltog i mødet, men (SLM) nægtede at være til stede og i følge en journalist fra BBC ville SLM ’’ikke anerkende noget (evt.) forhandlingsresultat».[41]

- 28. september gik en regeringsstøttet arabisk milits til angreb på flygtningelejren Aro Sharow og dræbte mindst 32, hvilket fik AU til 1. oktober at anklage både regeringen og oprørsgrupperne for brud på våbenhvileaftalen.[42][43]

Oktober

- 9. oktober bortførte en oprørsgruppe 18 soldater fra den Afrikanske Unions fredsbevarende styrke, men satte de fleste af dem fri efter forhandlinger.[44][45]

- 13. oktober annoncerede FN i kølvandet på optrapningen af kampene at man ville trække alt ikke-essentiel mandskab ud fra Darfur. Vest-Darfur var efter sigende blevet for farligt at operere i for hjælpeorganisationerne.[46]

November

- 15. november godkendte Sudans regering udstationeringen af 105 Grizzly pansrede mandskabsvogne udlånt af Canada til AMIS, efter flere angreb på den fredsbevarende styrke fra oprørere.[47]

December

- 17. december blev grænsebyen Adre i Tchad angrebet af oprørere, hvoraf mindst 100 mistede livet.[48] Tchads præsident, Idriss Déby, beskyldte Sudan for at stå bag angrebet, og han opfordrede befolkningen til ’’mobilisering mod den fælles fjende’’. (se: Centralafrikanske krig)[49]

- 24. december anviste den amerikanske kongres Condoleezza Rices anmodning om en bevilling på nye $50 millioner i bistand til den Afrikanske Union, penge som menneskerettighedsgrupper sagde, var blevet fjernet fra budgettet i november.

## 2006
Februar

- 3. februar: USA gav udtryk for, da landet indledte sin periode som ordfører i FN’s sikkerhedsråd, at man ville arbejde for at en FN-styrke skulle sendes til Darfur. I sikkerhedsrådet var der enighed om at begynde planlægningsprocessen, men også om at den endelige beslutning først skulle tages senere. Forventningen var at mellem 12.000 og 20.000 soldater skulle udstationeres som forstærkning af de 7.000 afrikanske soldater, der allerede var i området. AMIS missionen skulle indlemmes i FN mission, hvis mandat også skulle omfatte beskyttelse af civilbefolkningen. AU soldaterne skulle samtidigt modtage nye våben. Selv om USA havde fremsat forslaget blev det forventet at amerikanske tropper ikke ville deltage i operationen, og at det ville blive vanskeligt at finde andre lande som kunne bidrage i stedet. Desuden havde Sudans leder Omar al-Bashir, hyppigt udtrykt sin modstand mod at fredsbevarende styrker fra FN skulle komme og yderligere komplicere situationen.

Maj

- 5. maj indgik den sudanske regering en aftale med Sudan Liberation Army (SLA). Den blev dog afvist af to andre og mindre grupper, Justice and Equality Movement (JEM) og en udbrydergruppe fra SLA.[50] Aftalen var blevet indgået efter forarbejde fra den amerikanske regering og den Afrikanske Union og en række andre udenlandske aktører i Abuja i Nigeria. Den betød afvæbning af Janjaweedmilitsen, og at oprørsstyrkerne skulle opløses og dets medlemmer inkorporeres i hæren samt at den tidligere oprørsleder Minni Minnawi fik en plads i Sudans regering.[51][52][53]

Juli

- Juli, 2006: Nødhjælpsarbejdere har senere rapporteret, at syv kvinder fra en flygtningelejr ved byen Kalma blev udsat for gruppevoldtægt, vold og udplyndring af medlemmer af janjaweed, mens de havde været i færd med at samle brænde. Efter overfaldet, var kvinderne blev klædt nøgne og spottet af angriberne, da de flygtede.[54][55]

August

- 1. august: FN’s general sekretær Kofi Annan bad Sikkerhedsrådet om en fredstyrke på 18.000 mand, som skulle erstatte den AMIS-mission på i alt 7.000 mand, der allerede var i Darfur.[56]

- 19. august: Sudan erklærede atter at man var modstander af, at AU’s styrke blev erstattet med en FN styrke,[57] hvilket medførte en amerikansk advarsel til Sudan om de "potentielle konsekvenser" ved denne position.[58]

- 24. august: Sudans regering afslog at deltage i et møde i FN’s Sikkerhedsråd, hvor den var blevet bedt om at forklare sin plan om at sende 10.000 soldater til Darfur i stedet for en FN mission.[59] UNSC meddelte, at de ville holde et møde på trods af Sudans afvisning om at deltage.[60]

- 25. august: Chefen for USA’s udenrigsministeriums Afrika-kontor, Jendayi Frazer, advarede om at regionen stod foran en sikkerhedskrise medmindre den foreslåede FN styrke indsættes.[61]

- 26. august bliver en journalist fra tidsskriftet National Geographic, Paul Salopek, stillet for retten i Khartoum under anklage for spionage; dette sker kun to dage før Sikkerhedsrådets møde om Sudan og samme dag Jendayi Frazer, fra USA’s udenrigsministerium ankom til Sudan.[62]

- 31. august godkendte FN’s sikkerhedsråd resolution 1706, der gav mandat til udsendelse af en fredsbevarende FN styrke på 17.300 soldater til Darfur (se. United Nations African Union Mission in Darfur).[63] Regeringen i Sudan udtrykte sin store modstand mod resolutionen.[64]

September

- 1. september rapporterede repræsentanter fra den Afrikanske Union at Sudan havde indledt en større offensiv i Darfur. Ifølge kilder i AU var over 20 personer blevet dræbt og ca. 1.000 fordrevet under de kampe, der havde fundet sted i dagene før.[65]

- 5. september anmodede Sudans regering AU’s fredstyrker om at forlade landet inden månedens udgang. Sudan begrundede sit krav med at styrken ’’ikke havde nogen ret til at overdrage sit ansvar til FN eller en anden part. Denne ret ligger hos Sudans regering.’’[66]

- 12. september EU’s udsending til Sudan, Pekka Haavisto, anklagede Sudans militær for at foretage bombninger mod civile i Darfur.[67]

- 12. september rapporterede en repræsentant World Food Programme at mindst 355.000 mennesker var afskåret fra at modtage fødevarehjælp i regionen.[68]

- 14. september udtalte lederen af den nu nedlagte oprørsgruppe SLM og nu rådgiver for Omar al-Bashir, Minni Mannawi, at han ikke modsatte sig en ny FN styrke i Darfur. Han udtalte sig derved i modstrid med hele den øvrige sudanske regerings politik. Minnawis argument var at AMIS’ mandat var meget begrænset.[69] Præsident al-Bashir modsatte sig dog fortsat indblanding fra FN.[70]

Oktober

- 2. oktober annoncerede AU at mandatet for fredsstyrken i Darfur vil blive forlænget indtil 31. december 2006, i det indsættelsen af en FN styrke var blevet udsat pga. modstanden fra Sudans regering.[71][72]

- 6. oktober vedtog Sikkerhedsrådet at UNAMID’s mandat blev forlænget til 30. april 2007.[73]

- 9. oktober betegnede FAO fødevaremanglen i Darfur som det mest presserende problem på en liste med de 40 største fødevarekriser i verden.[74]

- 12. oktober ankom Nigerias udenrigsminister, Joy Ogwu, til Darfur på et todages besøg. Hun benyttede besøget til at anmode den sudanske regering om at acceptere FN planen. Samtidig erklærede Nigerias præsident, Olusegun Obasanjo, på et besøg i Etiopien, at det nu måtte være slut med ’’stå ved sidelinjen og se på, mens et folkedrab udviklede sig i Darfur.’’[75]

- 22. oktober fik FN’s udsending i Sudan, Jan Pronk, besked på at forlade landet inden tre dage af regeringen. Pronk der var FN’s øverste ansvarlige i Sudan, havde mødt stærk kritik af hæren, efter at han havde beskrevet flere nylige nederlag til den sudanske hær i Darfur på sin personlige blog.[76]

November

- 1. november annoncerede den amerikanske regering at de ville udarbejde en ny inter-national plan for Darfur, som de håbede ville være mere acceptabel for Sudan.[77]

- 9. november fortalte en ledende rådgiver for Sudans præsident, Nafie Ali Nafie, til en gruppe journalister at regeringen var rede til at indlede direkte forhandlinger med Darfurs oprørsalliance (NRF), men tilføjede, at han ikke anså en ny fredsaftale som nødvendig. NRF havde tidligere afvist aftalen fra maj 2006.[78]

- 18. november: Selvom Sudans regering officielt stadig totalt afviste indsættelsen af en blandet FN/AU styrke i Darfur,[79] aå hævdede kilder i FN at Sudan nu var rede til at indgå en aftale om FN styrker.[80]

- 18. November rapporterede AU at sudansk militær og militser støttet af Sudans regering havde indledt en kombineret luft og landbaseret operation i Darfur, som indtil videre havde kostet 70 civile livet. AU kaldte det en alvorlig overtrædelse af alle aftaler.
- 25. november en talsperson fra FN’s menneskerettigheds højkommisorat beskyldte Sudans regering for at have foretaget et bevidst og uprovokeret angreb på civile i byen Sirba den 11. november.

December

- 6. december annoncerede en nydannet arabisk oprørsgruppe, The Popular Forces Troops, at de havde slået en angreb fra den sudanske hær ved byen Kas-Zallingi.

## 2007
Februar

- 28. februar blev Sudans minister for humanitære forhold, Ahmed Haroun, og en leder for janjaweed, kaldet Ali Kushayb, anklaget for krigsforbrydelser og forbrydelser mod menneskeheden af Den Internationale Straffedomstol. De blev anklaget for i alt 51 forhold. Ahmed Haroun kommenterede anklagerne med at ’’han ikke følte sig skyldig’’, at hans samvittighed var ren, og at han var rede til at forsvare sig.[81]

Marts

- 31. marts overskred janjaweed militsmænd grænsen til Tchad og angreb flere landsbyer i den østlige grænseregion, hvor de dræbte op til 400 mennesker. Byerne blev omringet og beskudt af angriberne; ifølge UNHCR blev flygtende beboere efterfølgende jagtet, kvinderne blev voldtaget og mændene skudt. Overlevende fra det første angreb døde senere af udmattelse og tørst, da de forsøgte at slippe væk.[82]

April

- 14. april rapporterede UNHCR om flere angreb fra sudanske militsgrupper på grænsebyer i Tchads Tiero- og Marena-provinser.[83]

- 15. april blev en gruppe fredsbevarende soldater fra Senegal, der bevogtede en vandpost, angrebet af ukendte, fem soldater blev dræbt.[84]

- 18. april rapporterede New York Times, at en ellers hemmeligstemplet FN rapport skriver at Sudans regering bevidst havde brudt Sikkerhedsrådets resolution ved at flyve våben og udstyr ind i Darfur, og at flyene var blevet malet hvide, så de lignede fly fra FN og AU.[85]

- 18. april holdt Præsident Bush en tale ved Holocaust Memorial Museum i USA. Han kritiserede her Sudans regering for dens håndtering af situationen i Darfur og truede den med økonomiske sanktioner, hvis de ikke søgte at forbedre den.[86]

Maj

- 3. maj underskrev Sudans og Tchads præsidenter en fredsaftale. Formålet var at reducere spændingerne mellem de to lande, som længe havde stået på randen af åben krig.[87][88]

- 8. maj offentliggjorde Amnesty International en rapport, hvori Kina og Rusland blev beskyldt for at forsyne Sudan med våben og ammunition på trods af våbenembargoen.[89]

Juni

- Juni blev en nødhjælpsarbejder fra organisationen Action by Churches Together myrdet i det vestlige Darfur. Drabet var blot kulminationen på en stigning i antallet af overfald og plyndringer på nødhjælpsorganisationer og FN materiel.[90]

- 17. juni annoncerede Oxfam at organisationen permanent ville trække sig ud af sit engagement i Gereida, den største flygtningelejr i Darfur, hvor mere end 130.000 havde søgt tilflugt. Begrundelsen var at de lokale myndigheder og SLM, som kontrollerede området, ikke kunne garantere sikkerheden for nødhjælpsarbejderne. Flere personer udsendt af Oxfam havde været udsat for vold.

Juli

- Juli: Frankrig og UK erklærede at de sammen vil presse på for vedtagelsen af en FN resolution, der skal give mandat til udsendelsen af en fredsbevarende styrke til Darfur, og en umiddelbar våbenhvile. Samtidigt erklærede de to lande sig villige til at bidrage med betydelig økonomisk hjælp, så snart en våbenhvile gjorde det muligt at føre den frem.[91]

- 14. juli: Forlydende om, at op til 75.000 arabere fra Niger og Tchad har bosat sig i Darfur, offentliggøres. Størstedelen af dem skulle angiveligt være blev genhuset i Darfur på foranledning af Sudans regering.[92]

- 18. juli: BBC News rapporterede[93] at fundet af en stor underjordisk sø i Darfur, kan hjælpe med til at finde en løsning på konflikten, da den vil betyde at kampen om adgang til vand vil stoppe.

- 22. juli blev EU’s 27 udenrigsministre enige om at sende en militærstyrke til det østlige Tchad, for at beskytte de lejre dér, som huser flygtninge fra Darfur. Styrken skal omfatte mellem 1.500 og 3.000 mand og primært bestå af franske soldater.[94]

- 31. juli oprettelsen af den fælles UN/AU styrke (UNAMID) godkendes endeligt af FN’s sikkerhedsråd. Den fik et foreløbigt mandat indtil 31. juli 2008, og styrken vil afløse AMIS 31. december 2007.[95]

- 31. juli en gammel konflikt mellem Terjem og Mahriastammerne blussede op, de havde ellers indtil for nylig været partnere i janjaweedmilitsen. Mahria krigere omringede en gruppe sørgende ved begravelsen af en terjem sheik og dræbte 60 personer.

August

- 3 august til 5. august blev der afholdt en konference i Arusha, Tanzania som skulle forene de forskellige oprørsgrupper for derved at gøre senere forhandlinger med Sudans regering mere strømlinede. Størstedelen af lederne fra de største grupper deltog i mødet, dog ikke Abdul Wahid al Nur, leder for den lille SLA/M fraktion, der anses som repræsentant for Darfurs største befolkningsgruppe, Furfolket.[96] på konferencen blev deltagerne enige om en række fælles krav om fordeling af magt og ressourcer, sikkerhed, adgang til land og humanitær bistand.[97]

- 23. august udviste Sudan diplomaten Daniel Boon fra Canada og EU's udsending i Sudan, svenskeren Kent Degerfelt med den begrundelse at de havde blandet sig i landets interne affærer. Sudans udenrigsministerium meddelte at udvisningerne umiddelbart ikke ville få indflydelse på landets forhold til Canada og EU, som begge forsøger at mægle i Darfur-konflikten.[98]

September

- 5. september Libyens leder, Muammar al-Gaddafi. tilbød på et møde med FN’s generalsekretær, Ban Ki-moon, at være vært for en ny FN/AU ledet fredskonference i Tripoli 27. oktober mellem lederne af alle parterne i konflikten. En repræsentant fra den libyske regering udtalte at de allerede har fået tilsagn om deltagelse af den sudanske regering, og at den vigtigste opgave inden mødet ville være at opnå den bredest mulige deltagelse af repræsentanter for Darfurs nu meget fragmenterede oprørsbevægelser. De libyske arrangører ville herefter tage kontakt til FN’s koordinator for Darfur Jan Eliasson og Salim A. Salim, AU’s udsending. Mødet skal bane vejen for indsættelsen af en fælles FN/AU fredsstyrke i området (UNAMID).[99][100]

- 6. september: Tchad tilbød FN at være vært for et møde mellem lederne af Darfurs forskellige oprørsgrupper inden fredsforhandlinger med Sudans regering skulle genoptages. Tchads præsident Idriss Déby forklarede at formålet med mødet var at give oprørsgrupperne mulighed for at få afklaret deres uoverensstemmelser før de mødes med Sudans regering.[101]

- 11. september besluttede den danske regering at man ville tilbyde soldater, transportfly og fragtskibe til FN’s kommende fredsstyrke i Darfur. Tilbuddet kom på trods af at regeringen ikke finder det sandsynligt at FN vil bede om tropper fra ikke-afrikanske lande. Det danske bidrag vil derfor sandsynligvis komme til at bestå af materiel og logistik.[102]

- 30. september angreb soldater fra en SLA/M fraktion en gruppe AMIS-soldater. AU oplyste at mindst 12 blev dræbt under angrebet og betegnede det som det værste nogensinde mod AU’s fredsbevarende mission i Darfur. En AU talsmand oplyste desuden at AU nu i højere grad opfattes som en part i konflikten blandt oprørerne, og at de føler at fredsmissionen favoriserer Sudans centralregering overfor oprørsgrupperne.[103]

Oktober:
- 27. oktober begyndte den planlagte fredskonference i Sirte, Libyen, men kun et mindretal af mindre betydende oprørsgrupper sendte repræsentanter til mødet. Følgende grupper deltog:[104]
- Mindre fraktioner af Justice and Equality Movement:
  - Justice and Equality Movement–Collective Leadership, ledet af Bahar Idriss Abu Garda
  - Justice and Equality Movement–Azraq, ledet af Idriss Ibrahim Azraq
  - National Movement for Reform and Development, ledet af Khalil Abdullah
- Revolutionary Democratic Forces Front, ledet af Salah Abu Surrah
- United Revolutionary Force Front, ledet af Alhadi Agabeldour
- Sudan Liberation Movement–G19, ledet af Khamees Abdullah
- Sudan Federal Democratic Alliance, ledet af Ahmed Ibrahim Diraige

Følgende deltog ikke:
- Justice and Equality Movement, ledet af Khalil Ibrahim; de er modstandere af at oprørsgrupper, som de mener ikke har noget mandat, ikke skal have nogen plads ved forhandlingsbordet.
- Sudan Liberation Movement – (Abdel Waheds gruppe); selvom denne gruppe kun råder over få ressourcer er dens leder, han nægtede at møde op før en sikkerhedstyrke var indsat i Darfur.
- Sudan Liberation Movement–Unity; den største oprørsgruppe; nægter af samme årsager som JEM.
- Ahmed Abdel Shafi, en betydningsfuld oprørsleder som nyder stor opbakning blandt Furfolket.

På grund af boykotten fra de væsentligste oprørsgrupper blev konferencen omdømt til at være "advanced consultation phase" forud for senere forhandlinger, som man håber vil finde sted enten i november eller december 2007.
November:
- 15. november oplyste talsmænd fra ni forskellige oprørsgrupper at de havde underskrevet en aftale om at de ville slutte sig sammen under navnet SLM/A. Det drejede sig om seks fraktioner af SLM/A, Democratic Popular Front, Sudanese Revolutionary Front og Justice and Equality Movement – Field Revolutionary Command.[106]

## 2008
Februar:

En ny sudansk offensiv, som begyndte 20. februar, mod oprørerne i Darfur i samarbejde med arabiske militsstyrker, betød, ifølge talsmænd fra oprørerne og nødhjælpsarbejdere, at tusindvis af flygtninge blev fanget langs grænsen til Tchad.
21. februar: Det formodes stadig, at det totale antal dødsofre som følge af konflikten ligger på 450.000, mens antallet af fordrevne ligger omkring 3.245.000 totalt.[kilde mangler]
Maj:

10. maj stødte sudanske tropper og oprørssoldater sammen i byen Omdurman, der ligger lige overfor hovedstaden Khartoum på den anden side af Nilen. Kampene gjaldt kontrollen over et militærhovedkvarter. En talsmand fra Sudans politi fortalte at lederen af angrebet var Mohamed Saleh Garbo, og at hans efteretningschef, Mohamed Nur Al-Deen, var blevet dræbt under kampene.
Vidner oplyste at de kunne høre kraftigt skyderi i den vestlige del af hovedstaden, og at helikoptere og militære køretøjer havde bevæget sig mod Omdurman. Efter at have erobret den strategisk vigtige militærbase ved Wadi-Sayedna, lykkedes det sent om eftermiddagen de sudanske styrker at drive oprørsstyrkerne tilbage. Sudansk TV viste samme dag direkte billeder af udbrændte køretøjer og lig i Omdurmans gader.
Omkring 93 soldater og 13 politifolk blev dræbt sammen med omkring 30 civile under angrebet. Militæret oplyser, at der blev fundet ligene af 90 oprørssoldater, men mente at antallet af døde kunne ligge på 400. talsmænd fra oprørsbevægelserne benægtede dette.[kilde mangler]